# Claustro de Santo Domingo (Popayán)
El Exconvento de San Sebastián Mártir de la Orden de Predicadores de Popayán, mejor conocido simplemente como Claustro de Santo Domingo perteneciente a la Universidad del Cauca, funcionando actualmente como sede de la rectoría y la Facultad de Derecho y Ciencias Políticas y Sociales de aquella institución. Es un edificio conventual que se ubica enmarcado entre las Calles de La Carnicería, de Las Monjas, Santo Domingo y de la Universidad (Carreras 4 y 5 con Calles 4 y 5) en pleno centro histórico de la capital del departamento del Cauca, en Colombia. 
En su día fue considerado como uno de los complejos monásticos más grandes de la ciudad, su magnitud rivalizaba solo con el antiguo convento franciscano en la ciudad, cuenta hoy en día con 6 patios de diferentes tamaños pero de incomparable belleza tanto por su diseño como por las plantas y árboles que adornan su interior, hay que resaltar su valiosa colección de obras de arte sobre todo en el ámbito pictórico de diversas épocas.

## Historia

### SigloXVIY XVII
La presencia de la orden de predicadores en Popayán data hasta antes de 1552 cuando gracias a gestiones del primer obispo Juan del Valle y del gobernador interino y visitador real don Francisco Briceño llegan a la ciudad un grupo de dominicos conformado por los frailes Francisco de Carvajal, Domingo de Cárdenas, Antonio Ruiz y Juan Suárez,los cuales no tardan en iniciar las obras de una choza de bahareque para el culto de su patrona la Virgen del Rosario y otra para la estadía de los religiosos pero por la fragilidad de los materiales, esta primitiva casa conventual anexa sucumbió ante el fuerte terremoto de 1564.
Gracias a las labores del segundo obispo de la ciudad, Agustín de la Coruña que los dominicos lograron establecerse en Popayán definitivamente en 1575 con la refundación de un nuevo y mejor convento en el mismo sitio que el anterior,con el padre fray Francisco Miranda como prior del claustro y dedicándose el claustro bajo el patrocinio de San Sebastián Mártir.
Con la creación de la Provincia de Santa Catalina de Siena de Quito el 26 de octubre de 1584, se anexan a ella algunos conventos incluido el de Popayán, cuyo prior era en ese entonces fray Jerónimo de Cepeda. Tiempo después. el 10 de abril de 1588, bendice y coloca la primera piedra para el templo de Santo Domingo y el 25 de marzo de 1589 se recibe en el mismo, la imagen de Nuestra Señora, la patrona protectora de los predicadores, la cual actualmente se encuentra en el camarín y es considerada la imagen más antigua que aún se venera en la ciudad.
Bajo la tutela de los dominicos quedaron encomendados varios pueblos indígenas para realizar su misión evangelizadora, entre los más conocidos se encuentran San Juan de Puelenje, sobre todo la regencia del templo dedicado al Amo Jesús que se les fue conferida desde el siglo XVI hasta 1714 por orden del obispo Juan Gómez de Navaz.
Durante el año de 1609 se tiene registro de que algunos religiosos de este convento dominico en complicidad de vecinos y habitantes aledaños de la ciudad ingresaban en la noche al claustro de La Encarnación a sostener el denominado ''comercio carnal'' con las moradoras del internado. Al destaparse este escándalo, generó tal estupor en Popayán que fue condenado y considerado como un ''sacrilegio'' por el obispo de ese entonces don Juan Pedro González de Mendoza, falleciendo el clérigo tiempo después, el 16 de febrero de 1618.

### SigloXVIII
El conjunto conventual a pesar de sus renovaciones no resistió mucho a los sismos que tuvieron lugar desde el siglo XVI, por lo que hubo varias ampliaciones efectuadas en los años siguientes. Sin embargo, no fue hasta el 2 de febrero de 1736, cuando un violento terremoto provocó la destrucción total del monasterio se inició la construcción del que perdura en la actualidad.
Se hizo una construcción más monumental con dos pisos de sólidos muros gruesos de tapial y mampostería, la portada principal de arco de medio punto en piedra que llega por el zaguán hasta el patio principal tipo claustro con corredores sostenidos por pilares de madera en ambos niveles y siendo abastecida por chorros y pozos de agua potable, este convento tenía además otra entrada hasta una huerta en su esquina suroeste diagonal al convento de la encarnación donde los frailes cultivaban y obtenían su alimento por medio de un portón que llevaba a las pesebreras y monturenos para el descargue.

### SigloXIX
Con el estallido de las guerras por la proclamación de la independencia de Colombia en 1810 y la consumación de la emancipación del Imperio Español en 1819, los monjes dominicos abandonaron el convento y la ciudad debido a su afiliación al bando realista, huyendo hacia la otrora Real Audiencia de Quito o al viejo continente en el año de 1826.
Tiempo después, el 24 de abril de 1827 fue decretada la fundación de la Universidad del Tercer Distrito o de Popayán por mandato del vicepresidente Francisco de Paula Santander, para su establecimiento definitivo el 6 de octubre de 1827 el libertador Simón Bolívar decretó bajo dictamen que los bienes patrimoniales que antes pertenecían a la Orden de Predicadores pasen a propiedad de la recién creada Universidad del Cauca, para lo cual se debieron emprender varias obras de adecuación al convento para su nueva función, derrocándose las pesebreras y construyendo sobre el solar las actuales oficinas de rectoría en la esquina de la carrera 5 con calle 5.

### SigloXX
Entre fines del siglo XIX e inicios del xx, se realizaron las obras de construcción del Paraninfo Francisco José de Caldas sobre la Calle de La Universidad, inaugurándose en estilo ecléctico y republicano.
Al poco tiempo, la universidad adquirió en 1932 la casa solariega que en su día vio nacer al poeta Rafael Maya, ubicada en la esquina de la Carrera 4 con Calle 5 al propietario don Tomás Maya (hijo de Alejandro Maya, hermano a su vez del apóstol don Toribio Maya) durante la rectoría del doctor César Uribe Piedrahita. Siendo derrocada la casa en 1934 para la construcción de una edificación de dos plantas que del acceso oriental al paraninfo de la institución.
Debido al terremoto de 1983, la estructura del complejo conventual pudo sobrellevar los embates de la tierra, más no parte de sus techos que se desplomaron, sobre todo por las malas remodelaciones al convento original, siendo restaurado el mobiliario, las obras de arte y la edificación por la Oficina de Reconstrucción de la Universidad del Cauca creada tras la tragedia por el rector e ingeniero Harold Muñoz Muñoz con la financiación del Banco Interamericano de Desarrollo (BID) mediante el empréstito de $140.000.000.

## Características arquitectónicas
Cuenta hoy en día con 6 patios de diferentes tamaños pero de incomparable belleza tanto por su diseño como por las plantas y árboles que adornan su interior, hay que resaltar su valiosa colección de obras de arte sobre todo en el ámbito pictórico de diversas épocas.